# Свидничанка
Свидничанка (словац. Svidničanka) — річка в Словаччині, права притока Капішовки, протікає в окрузі  Свидник.
Довжина — 11,2-11,5 км. Витік знаходиться в масиві Лаборецька Верховина — на висоті 550 метрів. Протікає територією сіл Гавранець;  Длгоня; Свидничка; Кружльова і  Капішова.
Впадає в Капішовку на висоті приблизно 260 метрів.